# Trichinopus picipennis
Trichinopus picipennis är en skalbaggsart som beskrevs av Gilbert John Arrow 1936. Trichinopus picipennis ingår i släktet Trichinopus och familjen Melolonthidae. Inga underarter finns listade i Catalogue of Life.